# Vol Bearskin Airlines 311
Le 10 novembre 2013, un Fairchild Metroliner III assurant le vol Bearskin Airlines 311, un vol intérieur régulier entre Thunder Bay et Winnipeg, au Canada, s'est écrasé dans une zone boisée à seulement 800 mètres de la piste de l'aéroport de Red Lake, dans l'Ontario, tuant cinq des sept personnes présentes à bord. 
La cause de l'accident a été déterminée comme étant une panne moteur survenue lors de l'approche, qui a été aggravée par de multiples erreurs commises par l'équipage, qui n'a pas été en mesure d'identifier et de corriger le problème à temps.

## Avion et équipage

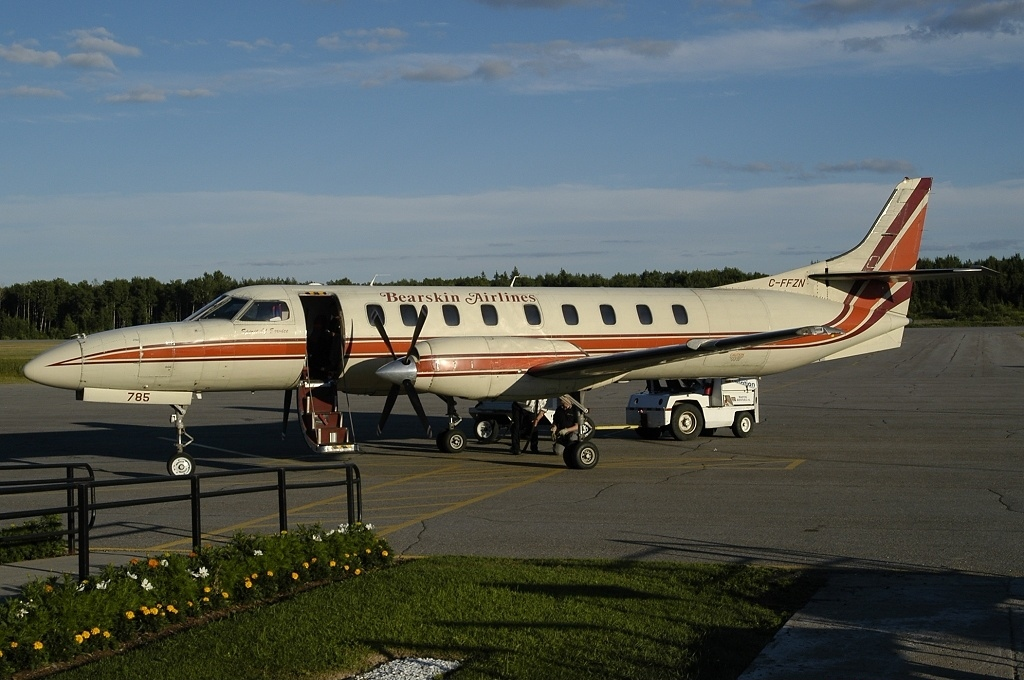
Le Metroliner III impliqué dans l'accident, dans une livrée précédente, photographié en juillet 2006.

L'appareil impliqué est un Fairchild SA227-AC Metro III fabriqué en 1991 et immatriculé C-FFZN (numéro de série AC-785B). Cet avion de transport régional, propulsé par deux turbopropulseurs Garrett TPE331, appartient à la compagnie aérienne canadienne Bearskin Airlines depuis 1992 et totalise 35 474 heures de vol au moment de l'accident.
Le commandant de bord est Peter Traczuk (34 ans), qui cumulé un total de 5 150 heures de vol, dont 3 550 heures sur Fairchild Metroliner. Le copilote est Aniruddh Sawant (25 ans), qui totalisé 2 200 heures de vol à son actif, dont 1 060 heures sur Fairchild Metroliner.

## Déroulement du vol
Le vol 311 devait voler de Thunder Bay, dans l'Ontario, à Winnipeg, dans le Manitoba, avec deux escales prévues à Sioux Lookout et Red Lake ; l'accident s'est produit sur la partie du vol entre Sioux Lookout et Red Lake. 
À 18 h 16, l'avion a été autorisé à atterrir sur la piste 26 de l'aéroport de Red Lake et à 18 h 27, la liste de vérification pour l'atterrissage a été complétée. Une minute seulement après avoir terminer la check-list, à environ 500 pieds (152 m) au-dessus du sol, l'équipage a signalé un problème avec les moteurs de l'avion, mais ils n'ont pas été capables de l'identifier. 

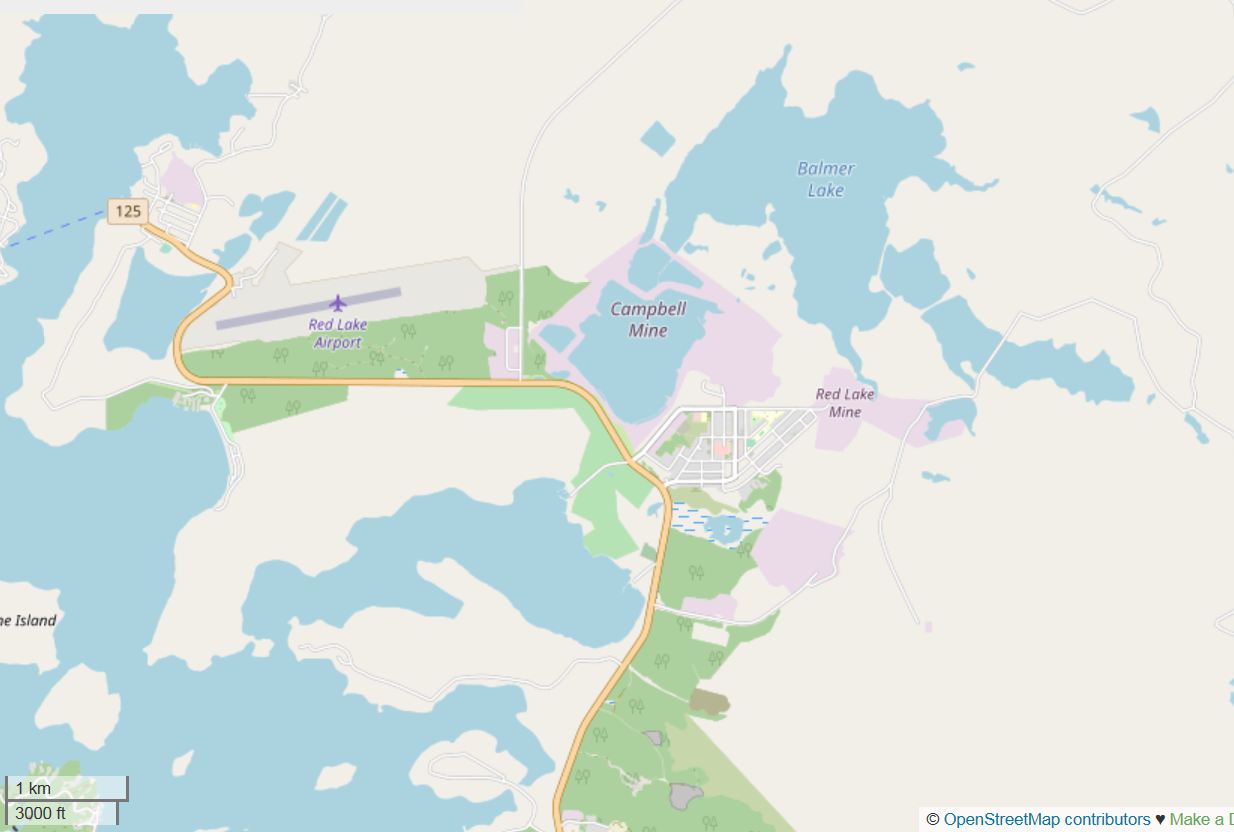
Carte représentant l'aéroport de Red Lake, avec en jaune la route 125 qui passe juste au sud de l'aéroport, où le vol 311 s'est écrasé.

L'équipage a ensuite déclaré une urgence, a appliqué la puissance maximale sur les deux moteurs et a rentré le train d'atterrissage. L'avion a alors soudainement basculé vers la gauche et a heurté la cime de plusieurs arbres et des lignes électriques avec son aile gauche. Le vol 311 s'est finalement écrasé dans une zone boisée située près de la route 125 et a rapidement pris feu après le crash. 
Parmi les sept occupants de l'appareil, les deux membres d'équipage et trois passagers sont morts, tandis qu'un des deux survivants a subi des blessures graves, alors que l'autre s'en est sorti avec des blessures mineures. Les deux survivants ont quitté l'épave de l'avion avant qu'elle ne soit totalement ravagée par le feu. L'incendie a été éteint peu après l'accident par une équipe de pompiers locale.

## Enquête
Le rapport final a été publié par le Bureau de la sécurité des transports du Canada (BST) un an et cinq mois après l'accident. L'enquête a révélé que la panne moteur avait été causée par la défaillance d'une aube de turbine dans le premier étage du compresseur du moteur gauche, ce qui a entraîné une perte totale de la puissance du moteur susmentionné. 
L'incapacité de l'équipage à identifier le problème a entraîné son incapacité à prendre les mesures appropriées nécessaires pour garder le contrôle de l'avion et effectuer un atterrissage en toute sécurité. La défaillance de cette aube de turbine et la configuration de l'avion pour l'atterrissage ont entraîné une traînée élevée et une poussée asymétrique, de sorte que lorsque la vitesse de l'avion a diminué en dessous de la vitesse minimale de contrôle (VMC), les pilotes ont perdu le contrôle de l'avion, conduisant à l'accident. 
Les recommandations émises, à la suite du crash du vol 311, sont que les pilotes de Fairchild Metroliner devraient prêter attention au système de détection de couple négatif de l'avion en cas de panne moteur, afin d'effectuer à temps la liste de vérification appropriée, que des inspections endoscopiques et des inspections des buses de carburant toutes les 450 heures de vol devraient être effectuées sur ce modèle d'avion, afin de détecter à temps d'éventuels dommages internes dans les moteurs, et de ne pas réinstaller des buses de carburant inutilisables sur ce modèle d'avion.

## Conséquences
Peu après l'accident, le vice-président de Bearskin Airlines a déclaré que sa plus grande préoccupation à ce moment-là était les familles des passagers et des employés décédés. Le 11 novembre, soit le lendemain de l'accident, plus de 900 maisons et bâtiments publics de Red Lake sont restés sans électricité, en raison de la destruction de plusieurs lignes électriques lors de l'accident.